# Noboru Karashima
Noboru Karashima (jap. 辛島 昇, Karashima Noboru; * 24. April 1933; † 26. November 2015 in Tokio) war ein japanischer Orientalist mit Schwerpunkt auf Südasien, Schriftsteller und Professor Emeritus an der Universität Tokio, Japan.

## Bücher (Auswahl)
- Kingship in South Indian History[2]
- A concordance of the names in Cōl̲a inscriptions
- History and society in South India

## Auszeichnungen
- Fukuoka Asian Culture Prize (1995)
- Person mit besonderen kulturellen Verdiensten (2007)
- Padma Shri (2013)